# Вікторія Дикобраз
Вікторія Дикобраз — українська поетка, культурна менеджерка, книжкова дизайнерка. Проживає у місті Харків.   
Авторка поетичних збірок «Необхідне підкреслити» та «Семантика наших прикрас». Покоління двітисячідесятників.

## Життєпис
Тетяна Іванівна народилася у 1994 році у місті Рівне. Навчалася у Волинському національному університеті імені Лесі Українки за напрямком «Видавнича справа та редагування» та Українській академії друкарства за напрямком «Поліграфія і видавнича справа». У 2012-2013 працювала як репортерка і ведуча на Радіо «Трек». З 2012 по 2019 рік як авторка та модераторка активно брала участь у літературних фестивалях та окремих подіях, зокрема: «Мистецький фестиваль «Ї», «Молода республіка поетів», Meridian Czernowitz, «Львівський міжнародний літературний фестиваль», Artgnosis, Coda Fest, Atlas Weekend, «Київські Лаври» та інші.
У 2012 році разом з Марком Оплачком заснували громадську організацію «Література.РВ», діяльність якої була спрямована на популяризацію сучасної української літератури в місті Рівне шляхом проведення літературних презентацій, авторських читань та дискусій.
У 2015 році працювала в ГО «Форум видавців» на посаді в.о. виконавчої директорки під час 22-го «Форуму видавців у Львові» (тепер Book Forum Lviv).
У 2016 році була менеджеркою артсцени IV Мистецького фестивалю «Ї» в Тернополі.
З початку 2021 працює на посаді артменеджерки «Міжнародного літературного фестивалю «Фронтера» у команді ГО «Мистецьке об'єднання «Стендаль» [Архівовано 3 березня 2022 у Wayback Machine.].

## Творчість

### Перша збірка: Семантика наших прикрас
Дебютна збірка поезії «Семантика наших прикрас» вийшла друком у видавництві «Крок» у 2015 році. Дизайнеркою-верстальницею проєкту стала Олександра Корчевська.  
|  | Спільні проекти дизайнерів та поетів не є рідкістю, та все ж, зазвичай у них не надається належної уваги розвороту та окремій сторінці, а також її ідейному наповненню. Тому для нас так важливо було попрацювати над словом і образом водночас, – каже Олександра Корчевська. |

Книжка стала зібранням символів і знаків, які зіграли певну роль у житті авторки. Чорний із жовтим у колористиці, монохромні фотографії, зумисна відсутність нумерації сторінок, візуально подібна до словникової типографіка — це те, що кидається в очі при розгляданні «Семантики наших прикрас». Кожен текст має супровід: назву, дату, ретельно підібраний коментар.  
У короткій рецензії на збірку Андрій Тужиков зазначив: 
|  | Наступне, що в цій збірці дає ефект розбитого скла — це різні поетичні форми та різні прийоми у різних частинах книги. Тут ми бачимо своєрідний екскурс по стилям і сучукрліту (вінегрет з бубабістів, трішки Покальчука, щіпка Іздрика), і техніки бітників, i навіть, якісь елементи хоку. |

Після виходу першої збірки Вікторія Дикобраз фігурувала у суб'єктивних списках «24 сучасних українських письменників, яких варто прочитати» та «Сім імен наймолодшого поетичного покоління». 
У 2015 році відбувся тур з літературними презентаціями по 19 містах України. У 2016 році книжка стала дипломантом премії «Золотий кларнет» як найкращий поетичний дебют з відзнакою за дизайн

### Друга збірка: Необхідне підкреслити

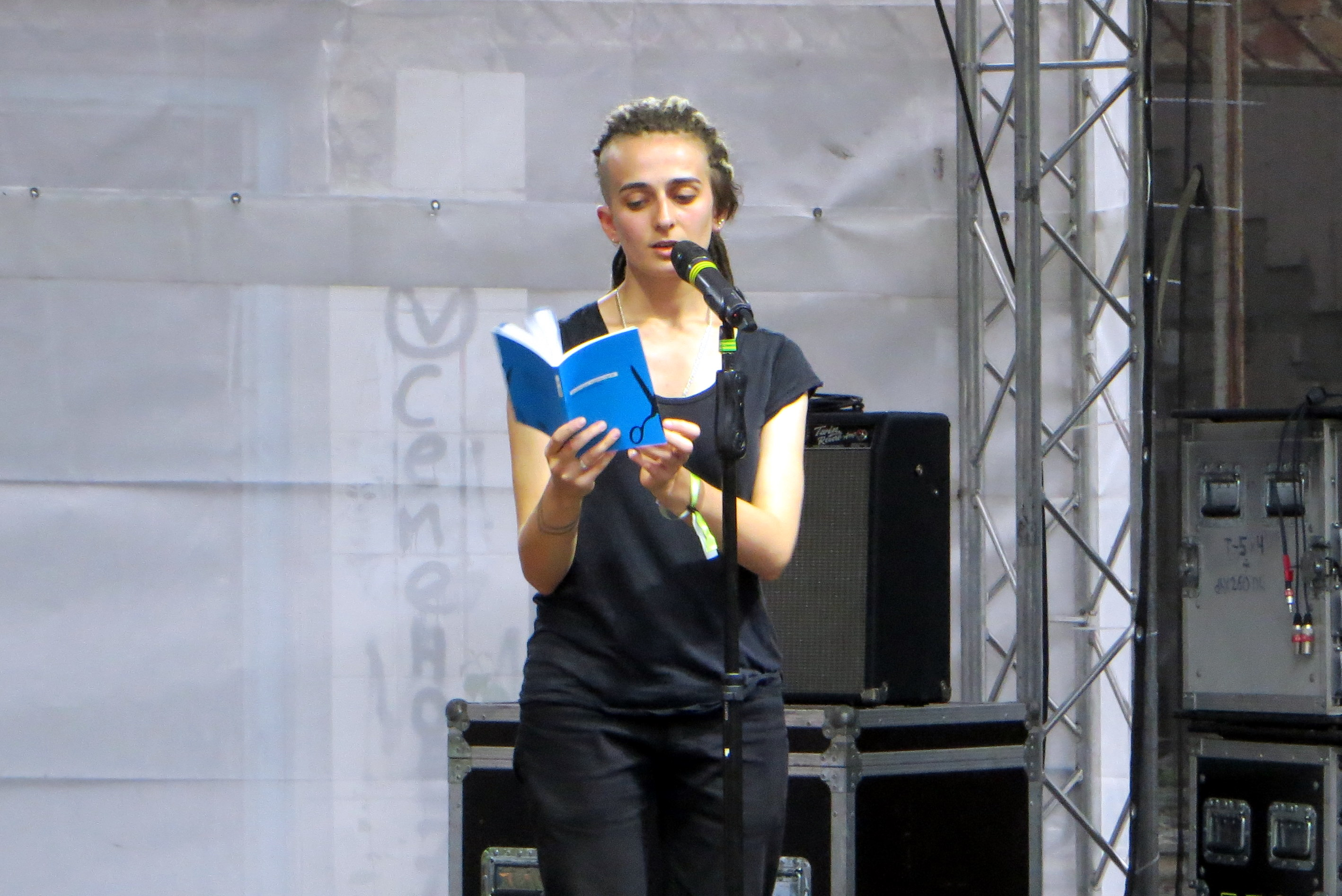
Atlas Weekend Festival Kyiv 2018 03

У 2016 році Вікторія Дикобраз стала лауреаткою ІІ премії літературного конкурсу видавництва «Смолоскип». Того ж року у «Смолоскипі» вийшла друга збірка поезій під назвою «Необхідне підкреслити», до якої увійшла значна частина конкурсних віршів. Над макетом і версткою видання цього разу працювала сама авторка. У графічному оформленні книжки було використано цитати кількох віршів двох інших молодих поетів. 
|                           | Тут немає зображень чи бонус-концентратів для уваги — лише текст і розмова усередині тексту. Натомість є гра. Лінії підкреслення, що просвітлюються зі зворотів віршів, підказують якісь «необхідні», часом просто цікаві моменти — на думку автора, звісно. Також тому і блакитний: звичний для нас колір виділеного тексту. «Необхідне підкреслити», зайве відсікти, а решта — на розсуд читача. |
| — авторка про «Необхідне» | |

Однак здебільшого Вікторія про другу збірку говорить іронічно. Поетка та перекладачка Ія Ківа у своїй рецензії на «Необхідне підкреслити» так виводить на проблематику збірки:
|           | Освоєння меж країни стає вибудовуванням власних меж. І за цим стоїть не лише цікавість до нових місць чи вражень, а й потреба все побачити на власні очі, перевірити, переконатися, бо в атмосфері суцільної дезінформації, маніпуляцій, «недовіри та злюдяності» намацувати те, що необхідно підкреслити, стає дедалі складнішим. |
| — Ія Ківа | |

### Інше
У 2018 році поезії Вікторії Дикобраз увійшли до «Антології молодої української поезії III тисячоліття» [Архівовано 16 лютого 2020 у Wayback Machine.] видавництва «А-ба-ба-га-ла-ма-га». В антології представлено вибрані вірші понад 70-ти найпомітніших молодих українських поетів, чий творчий шлях (за кількома винятками) розпочався в третьому тисячолітті. 
У 2019 брала участь у інклюзивному проєкті «Почути», де автори читають свої вірші вголос і жестовою мовою. 
Окремі вірші перекладені білоруською та англійською.  